# 센류
센류(川柳)는 5·7·5조의 음율을 가진 일본의 정형시다.

## 특징
하이카이(俳諧)와 렌가에서 파생된 근대 문학이다. 하이쿠와 똑같이 5·7·5의 음율을 가지고 있지만 하이쿠가 홋쿠(発句)에서 독립한 것에 비해 센류는 렌가의 쓰케쿠(付け句)에서 독립했다는 차이가 있다. 하이쿠의 특징인 기고(季語, 계어)나 기레지(切れ字)가 없으며 현대에 들어서는 구어체가 중심이 되었다.

## 역사
에도 시대 중기 인물인 가라이 센류(柄井川柳)가 지은 하이카이를 고료켄 아루베시가 정리하여 『하이후야나기다루』(誹風柳多留)라는 책을 간행했는데 이것이 인기를 끌면서 '센류'라는 이름이 정착하게 되었다. 당시 센류는 '핵심을 찌르는 것, 웃음을 자아내는 것, 가볍게 느낄 수 있는 것'의 세 가지 요소가 주요 특징이었는데 사람의 마음 속 깊은 곳을 통찰하는 마음의 움직임을 묘사한 작품이 많았다.
이 무렵의 센류는 高番(시대사), 中番(생활구), 末番(연애구)으로 나뉘었는데 세태를 경묘(軽妙)하게 핵심을 찔러 풍자하는 시풍을 수립했다. 성적인 내용을 다루는 바레구(破礼句)도 있었다. 1776년(안에이 5년) 당시까지의 센류를 수집해 『하이후스에쓰무하나』(誹風末摘花)를 간행했다.
가라이가 사망한 뒤 자손들이 종가로서 대대로 '센류'를 칭하게 되었다. 간세이 개혁 때는 정치 비판, 노름, 호색 등 풍기를 문란하게 한다는 이유로 검열을 받기도 했지만 분카·분세이 시기에는 에도 조닌 문화를 배경으로 하여 더욱 유행하게 되었다.
하지만 덴포 개혁 때 당시 풍속 단속이 엄격해졌고 그 영향으로 센류의 내용이 충효·인의·보은 등 교화를 중시하는 방향으로 변화하고 말았다. 이러한 변화는 자유로운 표현을 중시하던 센류에게 족쇄가 되었고 내용적으로 몰락하고 표면적으로는 말장난에 빠지게 되었다.
1897년(메이지 30년), 신문 『닛폰』(日本)에 입사한 사카이 구라키(阪井久良伎)가 '구파 가인 십여 가의 자찬가 10수'를 연재했는데 시인 마사오카 시키가 여기에 반발하여 하이쿠를 단가(短歌)의 형태로 바꾸어 경치나 사물을 있는 그대로 묘사하여 가론(歌論)을 전개했다. 이는 센류에 영향을 미쳐 개혁을 유도했다.
이후 『닛폰』을 비롯해서 『국민 신문』, 『요미우리 신문』 등이 센류의 보급에 나섰다. 이는 객관적인 시점에서 작풍을 전개해나가던 기존의 센류를 대체하여 작가의 내면이나 사상, 순시적인 작풍 등 다채로운 방향으로 발전하게 되었다. 이를 신흥 센류라 한다. 하지만 「치안유지법」 위반으로 1905년에 창간된 『다이쇼 센류』가 폐간되는 등 여전히 검열의 대상이 되곤 했다.
제2차 세계 대전이 끝날 무렵을 전후로 해서 센류의 다각화에 공헌한 이른바 센류 6대가가 등장하고 여류 작가도 등단하는 등 센류가 크게 보급되고 있었다.
현대에 들어서는 하이쿠가 구어를 도입하는 한편, 센류에 시적 표현을 요구하는 사람이 늘어나면서 양자의 차이가 엷어지는 경향도 보이고 있다. 하지만 '샐러리맨 센류'가 크게 성공하면서 일반인들을 대상으로 하는 공모전을 여는 등 센류는 각계각층에 스며들면서 새로운 표현 분야로 변모하는 모습도 함께 보이고 있다.

## 같이 보기
- 일본의 검열

1. ↑  계절을 나타내는 시어